# Dedeline Mibamba Kimbata
Dedeline Mibamba Kimbata (née le 5 février 1982) est une athlète paralympique congolaise.

## Biographie
Kimbata naît le 5 février 1982 dans une famille pauvre de Kinshasa, la capitale de la République Démocratique du Congo (RDC).
À l'âge de 18 ans, elle marche sur une mine en traversant la frontière entre la RDC et l'Angola. Elle perd ses jambes et doit passer deux ans à l'hôpital avant de recevoir des prothèses de la Croix-Rouge.
Lors de son séjour à Londres pour les Jeux Paralympiques, elle demande l'asile politique, car elle craint des poursuites dans son pays en raison de son activisme contre le président Joseph Kabila.

## Athlétisme
Adolescente, Kimbata jouait au basket-ball et, en 2011, elle décide de reprendre une activité sportive. Avec le soutien d'organismes de bienfaisance religieux, elle commence la course en fauteuil roulant au club d'athlétisme d'Acoshi. Elle utilise pour les compétitions son fauteuil roulant habituel, et malgré le financement du gouvernement pour s'acheter un fauteuil de course, elle ne le reçoit jamais. Elle joue dans la catégorie paralympique T54.
Le Comité International Paralympique autorise à Kimbata la participation aux Jeux Paralympiques de 2012 tenus à Londres. Aux côtés de Levy Kitambala Kizito, elles représentent la toute première équipe paralympique congolaise. Elle va au camp d'entraînement de l'université de Bedfordshire sans fauteuil de compétition, mais la championne kényane Anne Wafula Strike lui en offre un après leur rencontre.
Aux jeux Paralympiques, Kimbata porte le drapeau de la RDC lors du Défilé des Nations de la cérémonie d'ouverture. Elle est initialement inscrite au lancer du disque F57-58 et au 1500 mètres, mais elle décide de s'inscrire plutôt au lancer du disque et au 100 mètres T54. Son épreuve de lancer du disque a lieu le 4 septembre et le 100 mètres le 8 septembre, tous deux dans le Stade Olympique de Londres. Elle arrive septième au lancer du disque avec un lancer de 9,29 mètres. Au 100 mètres, elle arrive septième de sa poule, battant son record de la saison avec un temps de 23.08 secondes, mais ne se qualifie pas pour la finale.